# Liste der Kulturdenkmale in Kleinluga
Die Liste der Kulturdenkmale in Kleinluga umfasst sämtliche Kulturdenkmale der Dresdner Gemarkung Kleinluga. Grundlage bildet das Denkmalverzeichnis des Themenstadtplans Dresden, das sämtliche bis Januar 2006 vom Landesamt für Denkmalpflege Sachsen erfassten Kulturdenkmale beinhaltet.

## Legende
- Bild: Bild des Kulturdenkmals, ggf. zusätzlich mit einem Link zu weiteren Fotos des Kulturdenkmals im Medienarchiv Wikimedia Commons. Wenn man auf das Kamerasymbol klickt, können Fotos zu Kulturdenkmalen aus dieser Liste hochgeladen werden:
- Bezeichnung: Denkmalgeschützte Objekte und ggf. Bauwerksname des Kulturdenkmals
- Lage: Straßenname und Hausnummer oder Flurstücknummer des Kulturdenkmals. Die Grundsortierung der Liste erfolgt nach dieser Adresse. Der Link (Karte) führt zu verschiedenen Kartendiensten mit der Position des Kulturdenkmals. Fehlt dieser Link, wurden die Koordinaten noch nicht eingetragen. Sind diese bekannt, können sie über ein Tool mit einer Kartenansicht einfach nachgetragen werden. In dieser Kartenansicht sind Kulturdenkmale ohne Koordinaten mit einem roten bzw. orangen Marker dargestellt und können durch Verschieben auf die richtige Position in der Karte mit Koordinaten versehen werden. Kulturdenkmale ohne Bild sind an einem blauen bzw. roten Marker erkennbar.
- Datierung: Baubeginn, Fertigstellung, Datum der Erstnennung oder grobe zeitliche Einordnung entsprechend des Eintrags in der sächsischen Denkmaldatenbank
- Beschreibung: Kurzcharakteristik des Kulturdenkmals entsprechend des Eintrags in der sächsischen Denkmaldatenbank, ggf. ergänzt durch die dort nur selten veröffentlichten Erfassungstexte oder zusätzliche Informationen
- ID: Vom Landesamt für Denkmalpflege Sachsen vergebene, das Kulturdenkmal eindeutig identifizierende Objekt-Nummer. Der Link führt zum PDF-Denkmaldokument des Landesamtes für Denkmalpflege Sachsen. Bei ehemaligen Kulturdenkmalen können die Objektnummern unbekannt sein und deshalb fehlen bzw. die Links von aus der Datenbank entfernten Objektnummern ins Leere führen. Ein ggf. vorhandenes Icon  führt zu den Angaben des Kulturdenkmals bei Wikidata.

## Liste der Kulturdenkmale in Kleinluga
| Bild           | Bezeichnung                                               | Lage                                                     | Datierung                                        | Beschreibung | ID       |
| -------------- | --------------------------------------------------------- | -------------------------------------------------------- | ------------------------------------------------ | --- | -------- |
|                | Ländliches Wohnhaus mit Hintergebäude in offener Bebauung | Dohnaer Straße 362; 362a; 362b; 362c; 362d; 362e (Karte) | um 1865 (Wohnhaus)                               | zweigeschossiges Wohnhaus mit Walmdach und Zwerchhaus, Fassadengliederung mit Stilelementen der Neorenaissance, Hintergebäude mit Satteldach, ortsgeschichtlich bedeutend                                                                               | 09215702 |
|                | Wohnhaus in offener Bebauung (Häusleranwesen)             | Lugturmstraße 4 (Karte)                                  | 1. H. 19. Jh. (Wohnhaus)                         | Putzbau mit steilem Satteldach, typisches Beispiel ländlicher Volksbauweise, baugeschichtlich und ortsgeschichtlich von Bedeutung | 09215704 |
| Weitere Bilder | Luthereiche mit Gedenkstein                               | Teichplatz (Karte)                                       | 1883 (Gedenkbaum), bezeichnet 1883 (Gedenkstein) | wurde anlässlich des 400. Geburtstags des großen Reformators gepflanzt, Anlage erinnert daran, dass dies 1883 in vielen mehrheitlich evangelisch-lutherischen Orten geschah, personengeschichtlich, kulturgeschichtlich und ortsgeschichtlich bedeutend | 09215701 |
|                | Wohnhaus in offener Bebauung (Häusleranwesen)             | Teichplatz 3 (Karte)                                     | 1. H. 19. Jh. (Wohnhaus)                         | Putzbau mit Krüppelwalmdach, wichtiges Zeugnis der Dorfstruktur Kleinlugas, baugeschichtlich und ortsentwicklungsgeschichtlich von Bedeutung | 09215698 |
|                | Wohnhaus in offener Bebauung (Häusleranwesen)             | Teichplatz 5 (Karte)                                     | 1. H. 19. Jh. (Wohnhaus)                         | Putzbau mit steilem Satteldach und Schleppdach zur hofabgewandten Seite, charakteristisches Beispiel eines Häuslerhauses mit ortsbildprägender Bedeutung, baugeschichtlich von Bedeutung                                                                | 09215699 |
|                | Wohnhaus in offener Bebauung                              | Teichplatz 6 (Karte)                                     | um 1915 (Wohnhaus)                               | Putzbau mit Walmdach, Fledermausgaupen und Erker an der Giebelseite, zeittypisches kleines Wohnhaus, baugeschichtlich und ortsentwicklungsgeschichtlich von Bedeutung                                                                                   | 09215700 |